# Kwajalein International Airport
Kwajalein International Airport är en flygbas i Marshallöarna.   Den ligger i kommunen Kwajalein, i den västra delen av Marshallöarna, 400 km väster om huvudstaden Majuro. Kwajalein International Airport ligger 1 meter över havet. Den ligger på ön Kwajalein.
Terrängen runt Kwajalein International Airport är mycket platt.  Närmaste större samhälle är Ebaye, 5,9 km norr om Kwajalein International Airport. 